# Kleiszner Sebestyén
Kleiszner Sebestyén, Sebastian Kleiszner (Bátaszék, 1802. május 1. – Nádasd, 1858. január 13.) római katolikus plébános.

## Élete
Bátaszéken született, ahol apja asztalos volt. A pécsi egyházmegye papnövendékei közé felvették, majd Bécsbe, a Pázmány-intézetbe küldték, ahol alig egy évet töltött, mert 1822. szeptember 9-én helyettes tanárnak alkalmazták egyházmegyéjében, egyszersmind Pécsett a theologiai tudományokat hallgatta. 1826. szeptember 4-én szentelték fel és segédlelkész volt Rácmecskén és Cikón. 1831 őszén Szepesy püspök a mennyiségtan előadására hívta meg és tanszékét 11 évig töltötte be. 1843-ban nádasdi (Baranya megye) plébános lett; az óbányai leányegyházat alapította és Nádasdon iskolát építtetett, 1854-ben pedig a régi Szent István templomot restauráltatta. 

## Munkái
- Rede, gehalten am Sonntage Sexagesimä 1846, als die edle Frau Elisabeth von Pákozdy Witwe des unlängst verblichenen Joseph v. Szikszay ref. Predigers zu Váralja, in den Schooss der kath. Kirche zurückkehrte. Fünfkirchen, 1846.
- Zum Andenken an die Reparatur der alten Kirche zu Nádasd. Ofen, 1854.